# کاکوبند
کاکوبند (Kako band)، نام یک گروه موسیقی تلفیقی شیرازی است، قطعات موسیقی ساخته شده توسط این گروه و آواهای روی این قطعات معنا و مفهوم خاصی ندارد و زبان در آن محدودیتی ندارد.
کاکوبند با هدف ورود به بازارهای بین‌المللی موسیقی وارد کار شده و در این میان زبان و جغرافیا اهمیت زیادی ندارد. در کارهای آن‌ها انسان بیش از هر موضوع دیگری اهمیت دارد. این گروه احساسات ملودیک شرقی با تکنیک‌های موسیقی غرب را با محوریت موضوعات انسانی عرضه می‌کند. اعضای این گروه اهل ایران هستند.

## کنسرت
این گروه تاکنون کنسرت‌هایی را در تالار وحدت و خدر و برج میلاد قشم و شیراز و کرمان و بندر عباس و نور و کیش و استانبول اجرا کرده‌است. آخرین کنسرت این گروه ۲۷ خرداد ماه ۱۳۹۸ در سالن میلاد نمایشگاه بین الملی تهران طی دو سانس برگزارگردید.

## آلبوم
آلبوم دعوت (Invite)، اولین آلبوم رسمی منتشر شده از این گروه می‌باشد که در سال ۱۳۹۴ منتشر شد. قطعه‌های Fall و Dance In Fire به ترتیب تیتراژ ابتدایی و پایانی مجموعه نمایش خانگی آسپرین بوده‌اند.
آلبوم دنیای نو (New World)، دومین آلبوم رسمی این گروه بعد از موفقیت آلبوم اول در ۱۶ بهمن ۱۳۹۷ منتشر شد.

## شروع فعالیت
کاکوبند در سال ۲۰۰۷ میلادی با دعوت جلال عزیزی مشفق از نیما و پویا صرافی‌مهر به منظور همکاری برای تولید یک اثر در ژانر موسیقی جهانی تشکیل شد. موسیقی کاکوبند ترکیبی از احساسات شرقی و موسیقی غرب است. کاکوبند موضوع و محور اصلی آثار خود را انسانیت قرار داده‌است.
این گروه یکی از مقام‌های برتر جشنواره ققنوس را کسب کرده‌است.

## اعضا
نیما صرافی مهر
پویا صرافی مهر 
- [۱]